# Ричард III (филм из 1955)
Ричард III (енгл. Richard III) је британска филмска адаптација истоимене историјске драме Вилијама Шекспира.

## Улоге
| Глумац         | Улога                |
| -------------- | -------------------- |
| Лоренс Оливије | краљ Ричард III      |
| Џон Гилгуд     | војвода од Кларенса  |
| Ралф Ричардсон | војвода од Бакингема |
| Хелен Хеј      | војвоткиња од Јорка  |
| Клер Блум      | леди Ен              |
| Стенли Бејкер  | гроф од Ричмонда     |
| Кедрик Хардвик | краљ Едвард IV       |
| Пол Хасон      | принц од Велса       |